# Efraín Santander
Segundo Efraín Santander Cancino (* 7. Dezember 1941 in Los Andes) ist ein ehemaliger chilenischer Fußballspieler. Der Torwart absolvierte ein Länderspiel für Chile und war auf Vereinsebene in Chile sowie Guatemala aktiv.

## Karriere

### Verein
Efraín Santander begann mit 12 Jahren mit dem Fußballspielen in La Calera und wurde mit der Auswahl von San Felipe 1957 Jugendmeister. 1958 holte Caupolicán Peña den Torwart zum CSD Colo-Colo, wo er nach einer Leihe zu Deportes La Serena 1961 schließlich debütierte. Bis 1964 war Santander hinter Misael Escuti Nummer zwei im Tor, wurde dann Stammtorwart und blieb den Albos bis 1971 treu. In dieser Zeit gewann Santander zwei Meisterschaften und absolvierte 140 Ligaspiele. Mit der Ankunft von Manuel Araya setzte Colo-Colo vermehrt auf das Talent. Santander wechselte 1972 nach Guatemala, wo er 1973 und 1974 mit dem CSD Municipal guatemaltekischer Meister wurde. 1974 beendete er dort auch seine Karriere.

### Nationalmannschaft
In der Nationalmannschaft absolvierte Efraín Santander ein Spiel im August 1968. Bei der Copa del Pacífico gegen Peru blieb der Torwart beim 0:0-Unentschieden ohne Gegentor.

## Erfolge
Colo-Colo
- Chilenischer Meister: 1963, 1970

Municipal
- Guatemaltekischer Meister: 1973, 1974